# Coppa delle Coppe d'Africa 2003
La Coppa delle Coppe d'Africa 2003 è stata la 29ª ed ultima edizione della competizione. La stagione è iniziata il 16 febbraio 2003 ed è finita il 7 dicembre 2003.
I tunisini dell'Étoile du Sahel hanno trionfato per la seconda volta.

## Turno preliminare
| Squadra 1                | Totale | Squadra 2       | Andata | Ritorno |
| ------------------------ | ------ | --------------- | ------ | ------- |
| Anse Réunion             | w/o    | Masvingo United | –      | –       |
| Olympique de Moka        | 3 – 2  | AS Fortior      | 3 – 1  | 0 – 1   |
| Lesotho Defence Force FC | 3 – 7  | Jomo Cosmos     | 2 – 2  | 1 – 5   |
| JS Pobè                  | 2 – 0  | Akokana FC      | 1 – 0  | 1 – 0   |

## Primo turno
| Squadra 1            | Totale             | Squadra 2                  | Andata | Ritorno |
| -------------------- | ------------------ | -------------------------- | ------ | ------- |
| Kenya Pipeline       | 3 - 3 (9-8 d.c.r.) | Anse Réunion               | 2 - 1  | 1 - 2   |
| Olympique de Moka    | 1 - 3              | Power Dynamos              | 1 - 3  | 0 - 0   |
| Mount Cameroon       | 2 - 1              | Akonangui FC               | 2 - 0  | 0 - 1   |
| Asante Kotoko        | w/o                | Mighty Blue Angels         | -      | -       |
| US Kenya             | 2 - 9              | APR FC                     | 2 - 1  | 0 - 8   |
| Étoile du Congo      | 2 - 1              | Petro de Luanda            | 1 - 0  | 1 - 1   |
| Africa Sports        | 3 - 2              | Dynamic Togolais           | 1 - 1  | 2 - 1   |
| MAS Fès              | 2 - 3              | Hafia                      | 2 - 0  | 0 - 3   |
| WA Tlemcen           | 2 - 2              | Al-Hilal                   | 2 - 1  | 0 - 1   |
| Wydad Casablanca     | 2 - 0              | ASC Nasr                   | 2 - 0  | 0 - 0   |
| Baladeyet El Mahalla | 4 - 1              | Police FC                  | 4 - 1  | 0 - 0   |
| Medhin               | 0 - 4              | Al-Hilal Club              | 0 - 2  | 0 - 2   |
| Costa do Sol         | 4 - 0              | Jomo Cosmos                | 1 - 0  | 3 - 0   |
| Julius Berger        | 8 - 0              | US Bitam                   | 4 - 0  | 4 - 0   |
| Étoile du Sahel      | w/o                | JS Pobè                    | -      | -       |
| AS Douanes           | 0 - 3              | Cercle Olympique de Bamako | 0 - 2  | 0 - 1   |

## Secondo turno
| Squadra 1            | Totale | Squadra 2                  | Andata | Ritorno |
| -------------------- | ------ | -------------------------- | ------ | ------- |
| Kenya Pipeline       | 0 - 3  | Power Dynamos              | 0 - 2  | 0 - 1   |
| Mount Cameroon       | 4 - 5  | Asante Kotoko              | 2 - 2  | 2 - 3   |
| APR FC               | 5 - 1  | Étoile du Congo            | 3 - 0  | 2 - 1   |
| Africa Sports        | 3 - 2  | Hafia                      | 1 - 2  | 2 - 0   |
| Al-Hilal             | 2 - 6  | Wydad Casablanca           | 2 - 2  | 0 - 4   |
| Baladeyet El Mahalla | 4 - 2  | Al-Hilal Club              | 4 - 2  | 0 - 0   |
| Costa do Sol         | 2 - 4  | Julius Berger              | 1 - 1  | 1 - 3   |
| Étoile du Sahel      | 4 - 2  | Cercle Olympique de Bamako | 4 - 0  | 0 - 2   |

## Quarti di finale
| Squadra 1            | Totale | Squadra 2        | Andata | Ritorno |
| -------------------- | ------ | ---------------- | ------ | ------- |
| Africa Sports        | 1 - 3  | Étoile du Sahel  | 0 - 1  | 1 - 2   |
| Power Dynamos        | 2 - 2  | Wydad Casablanca | 2 - 1  | 0 - 1   |
| Asante Kotoko        | 2 - 2  | APR FC           | 2 - 1  | 0 - 1   |
| Baladeyet El Mahalla | 2 - 4  | Julius Berger    | 1 - 1  | 1 - 3   |

## Semifinali
| Squadra 1       | Totale | Squadra 2        | Andata | Ritorno |
| --------------- | ------ | ---------------- | ------ | ------- |
| Étoile du Sahel | 3 - 0  | Wydad Casablanca | 2 - 0  | 1 - 0   |
| Julius Berger   | 3 - 2  | APR FC           | 3 - 0  | 0 - 2   |

## Finale
L'andata della finale si è disputata il 15 novembre 2003, il ritorno il 7 dicembre.
| Squadra 1     | Totale | Squadra 2       | Andata | Ritorno |
| ------------- | ------ | --------------- | ------ | ------- |
| Julius Berger | 2 - 3  | Étoile du Sahel | 2 - 0  | 0 - 3   |